# Замок Чоха
Замок Чоха (пол. Zamek Czocha, нім. Burg Tzschocha) — оборонний прикордонний замок, розташований у селі Суха в гміні Лешна, над Лешнянським водосховищем на річці Квісі у польській частині Верхньої Лужиці. Первісною назвою замку ймовірно був Чайків (пол. Czajków), про що свідчить згадка з 1329 року — «castrum Caychow».
Замок розташований на гнейсових скелях, що належать до ізерських метаморфічних гірських порід. Найстарішою частиною замку є вежа біля головних воріт, яку згодом було оточено житловою частиною. З житлової частини найдавнішим є її північний фрагмент.

## Історія

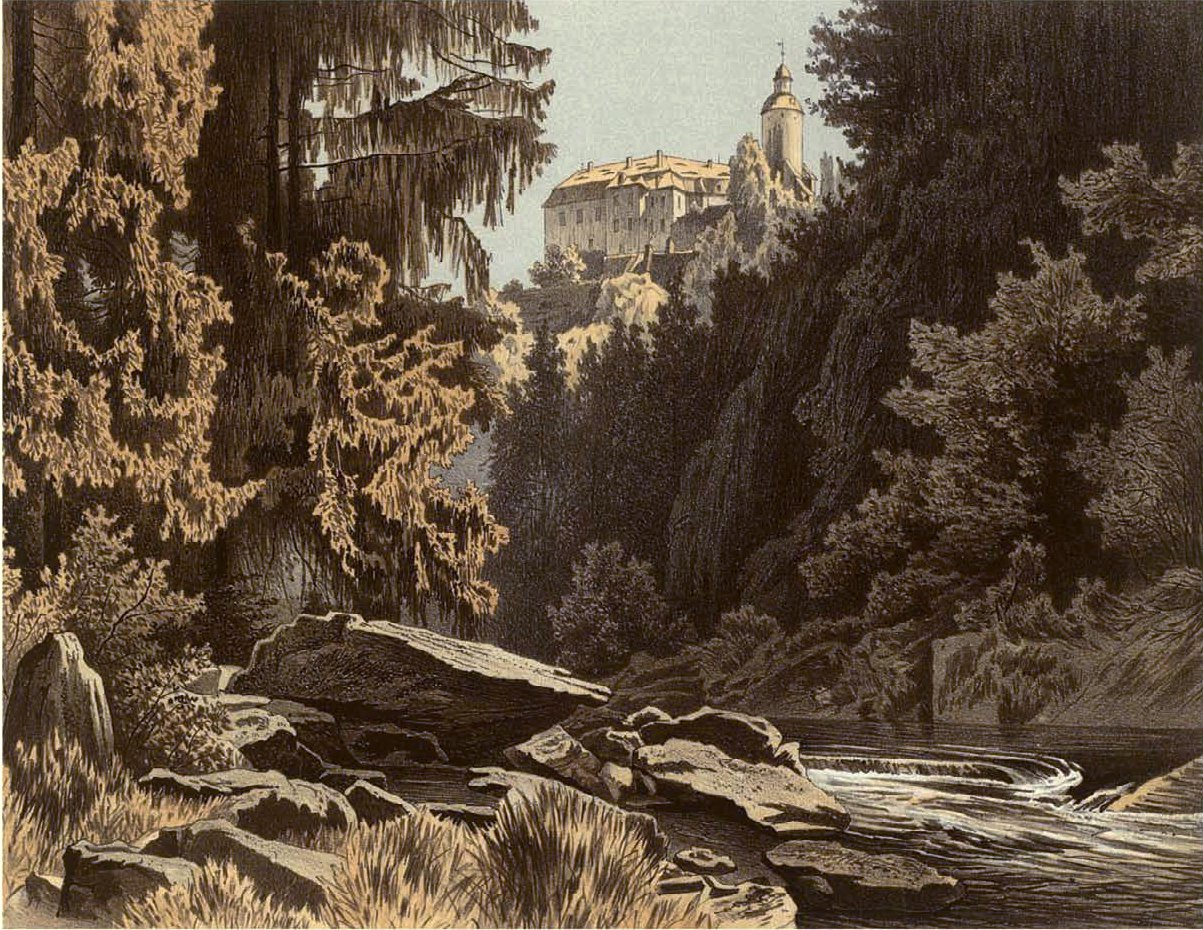
Замок Чоха в 1869 році. З колекції Александра Дункера

Замок виник як оборонна споруда на сілезько-лужицькому прикордонні у 1241–1247 роках за наказом чеського короля Вацлава I. У 1253 році він був переданий майсенському єпископу фон Вейзенову (Лужиця на той час була частиною чеського королівства).
У 1319 році замок, разом із навколишніми землями, як придане, був включений до яворського князівства, яким володів Генрик I Яворський. Після його смерті у 1346 році, всі його володіння перейшли до його племінника Болеслава II Малого, свідницько-яворського князя. Після смерті княгині Агнєшки Габсбург, вдови Болеслава II Малого, замок повернувся до чеських володарів. З 1389 по 1453 роки замком володіли лицарські родини фон Дон та фон Клюкс. З 1451 по 1700 роки замок був власністю лужицької родини Ностиць. На початку XV століття його безуспішно облягали гусити, а в 1427 році за відсутності власників його врешті-решт захопив загін Чирніна. Незабаром замок було відбито.
У 1847 році верхньосілезький учитель і письменник Юзеф Ломпа у своїй праці щодо географії Сілезії зазначав, що в той час замок був у занедбаному стані.
У 1909 р. замок за 1,5 мільйона марок придбав дрезденський виробник тютюнових виробів Ернст Ґютшов. До 1912 року відомий берлінський архітектор Бодо Ебхардт здійснив реконструкцію замку відповідно до зовнішнього вигляду, який зберігся на гравюрі 1703 року. Під час неї було знищено багато найстаріших фрагментів комплексу. У колишньому рові було облаштовано звіринець. Ернст Ґютшов підтримував добрі стосунки з царським двором, а після революції з російськими емігрантами, у яких скуповував різні предмети високої художньої цінності. У замку він мешкав до березня 1945 року. Залишаючи замок, він був змушений покинути найціннішу частину інвентаря. Існує припущення, що у роки Другої світової війни в замку розташовувалася школа шифрувальників Абверу, але доказів цього немає.
Після завершення Другої світової війни, замок неодноразово грабували російські та польськімародери, які викрали меблі та інший інвентар. Частина книг із замку була доставлена під час ревіндикаційних акцій до Вроцлава. В останні роки домінуючим стало сенсаційне припущення про те, що найбільшого розграбування замок зазнав 1 лютого 1946 року, коли бурмістр Лешної, Казимір Лех, разом із бібліотекаркою замку Крістіною фон Заурмою, яка відкрила сховище замку, вивезли заповнену вщерть вантажівку замкового майна (коронаційні символи Романових, 60 бюстів російських царів, 100 ікон, порцелянові набори, прикраси, картини) до американської окупаційної зони. Зрештою, ця гіпотеза була спростована, оскільки ікони були доставлені до ревіндикаційного складу у Єленій-Ґурі, а звідти – до Варшави. Недовгий час в замку мешкали біженці з Греції, які тримали у лицарській залі господарських тварин, таким чином довершуючи спустошення замку. Від 1952 року у замку розміщувався Військовий будинок відпочинку, через що будівля була засекреченою та не відображалася на мапах.

## Сучасний стан
З вересня 1996 року замок відкрито для відвідування в якості готелю та конференц-центру.
Власником об'єкту в наш час є ТзОВ "AMW REWITA", що належить польській Агенції власності війська.

## Фотогалерея

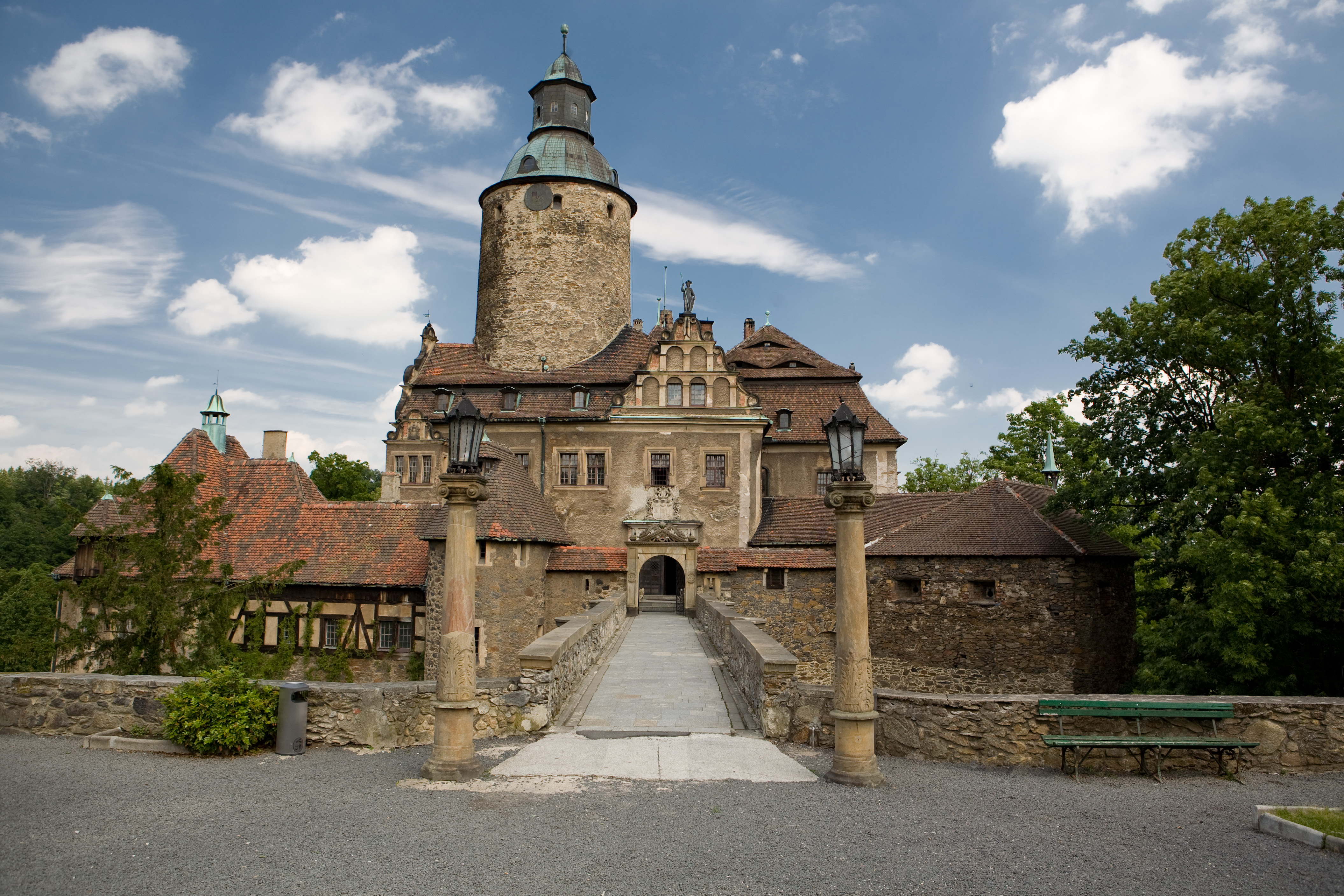
Панорама замку
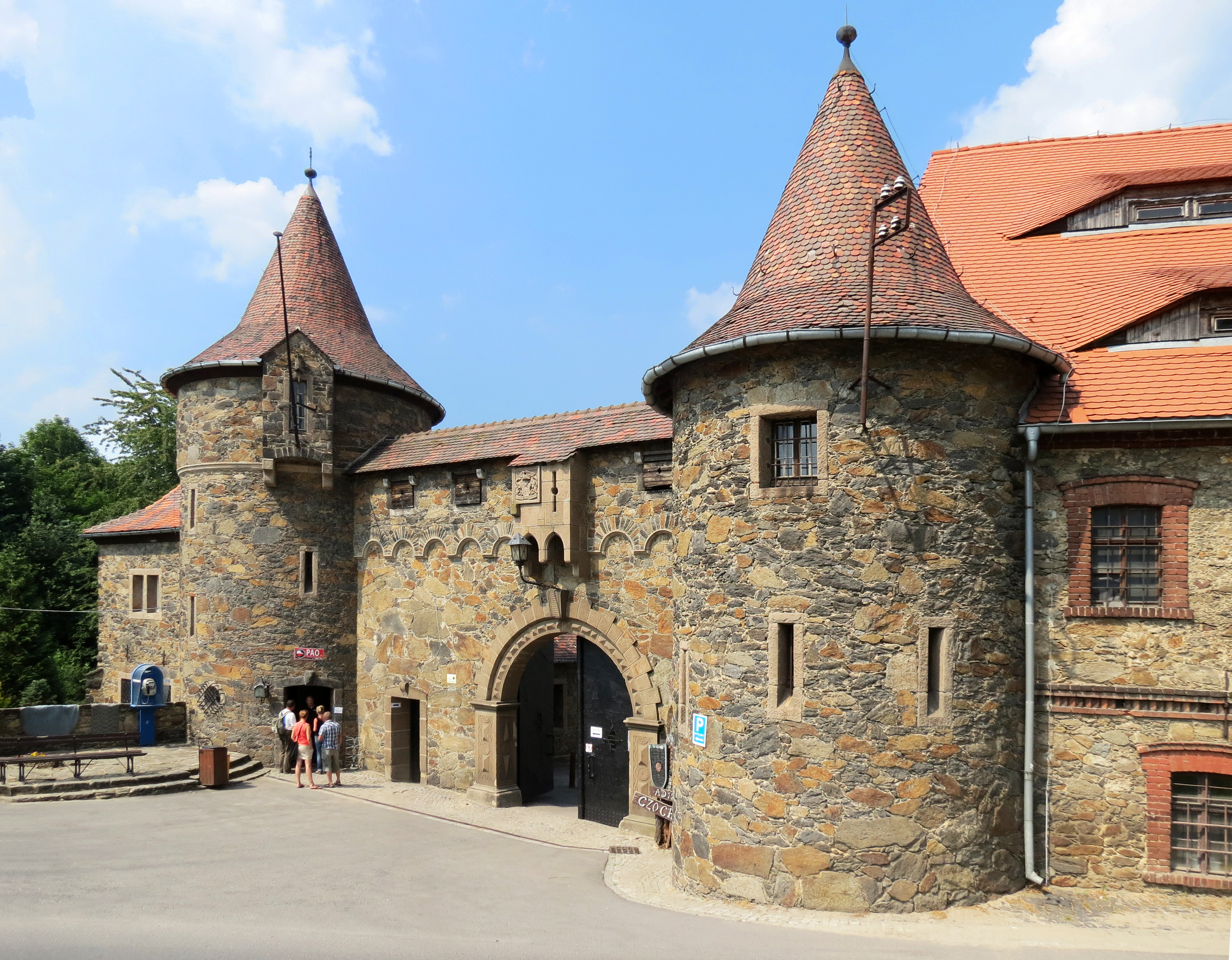
Надбрамний будинок
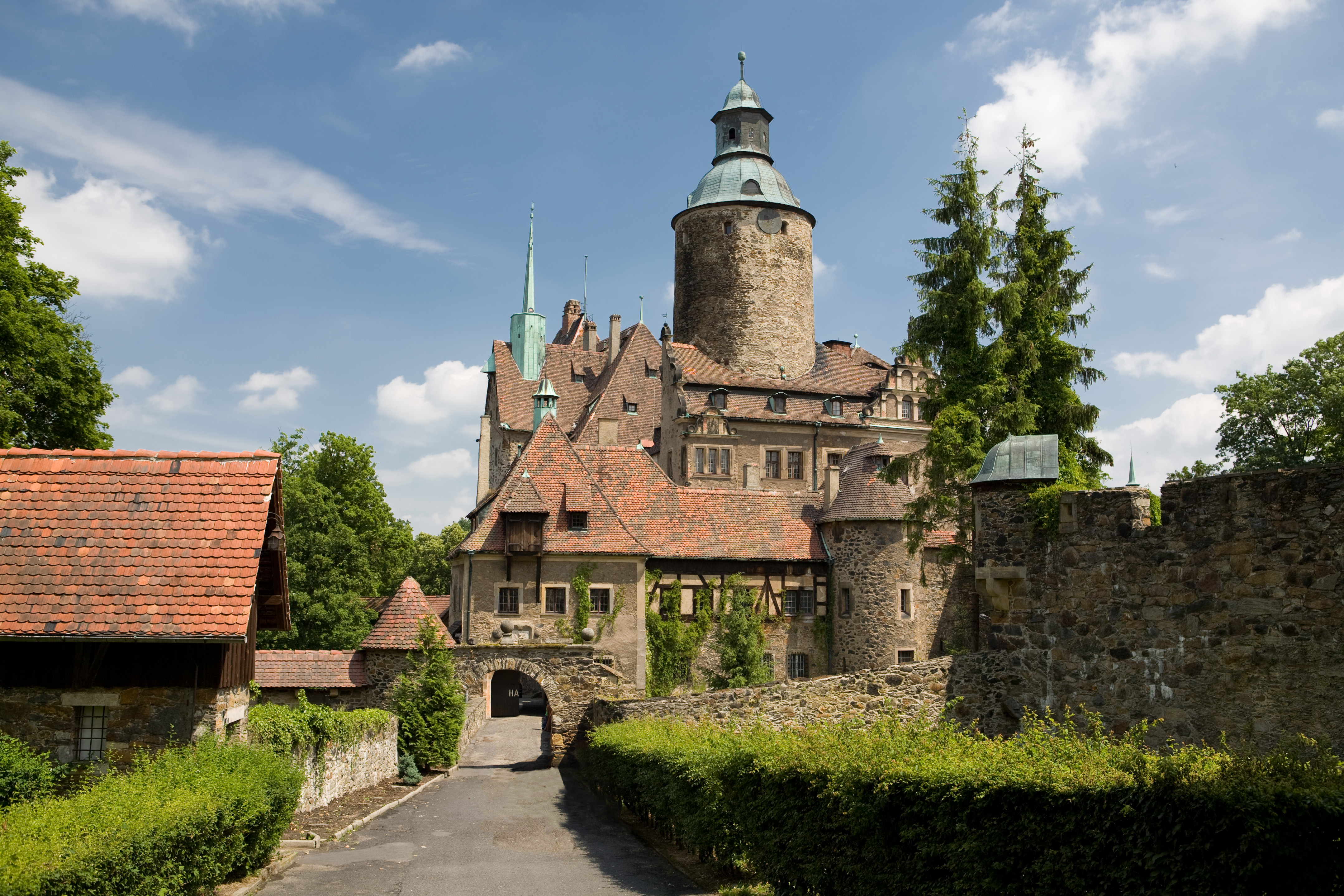
Панорама замку
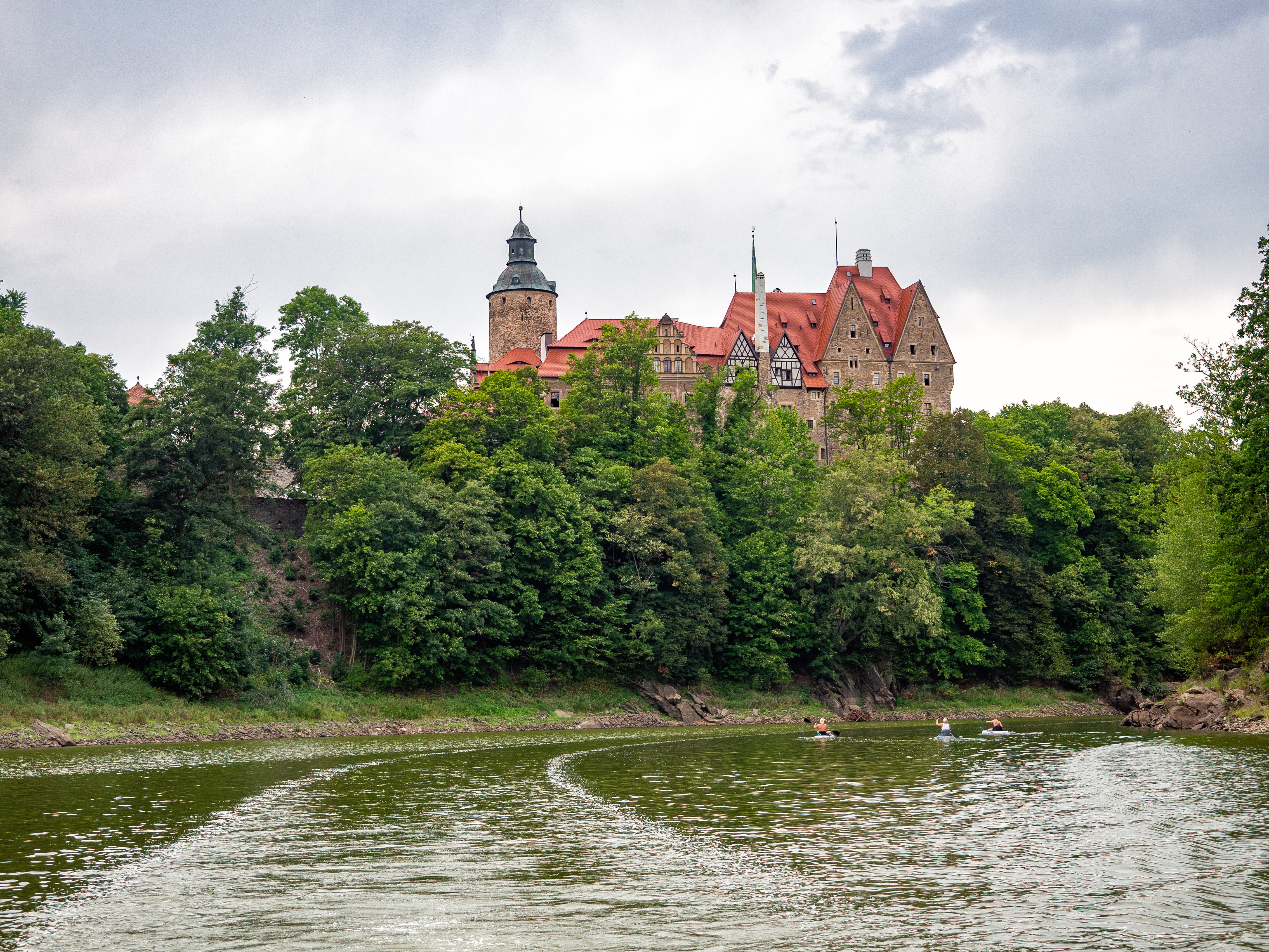
Вигляд замку зі сторони річки Квіси
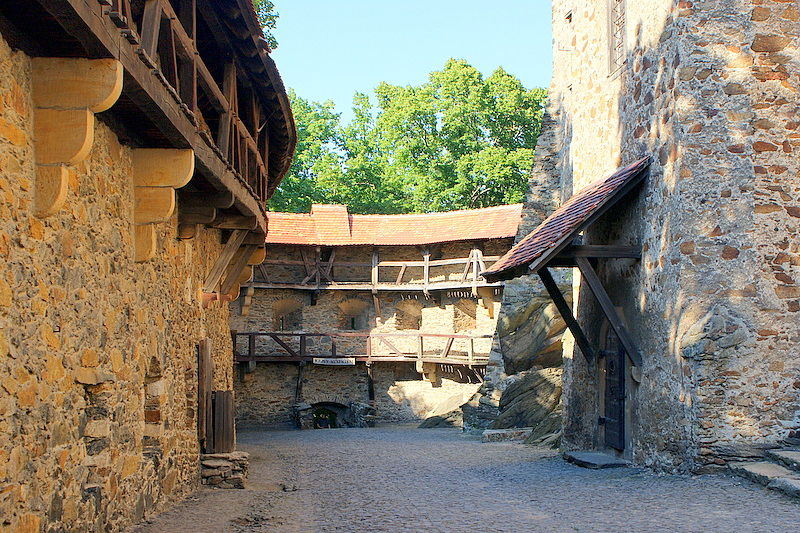
Замковий двір